# إيمير جونز
إيمير جونز (بالإنجليزية: Emer Jones) هي طالبة إيرلندية مولودة في عام 1994 من ترالي، مقاطعة كيري. فازت جونز بمعرض التكنولوجيا العلماء الصغار الرابع والأربعين في عام 2008 عندما كان عمرها 13 عامًا، لتكون بذلك أصغر متسابقة تفوز بها في ذلك الوقت. كانت جونز الفائزة الأولى من مقاطعة كيري، وفازت في أول سنة تدخل مدرستها فيها المنافسة.
جونز طالبة سابقة لمدرسة بريزنتيشن في ترالي. كان والدها جون محاضرًا في الهندسة في معهد التكنولوجيا في ترالي، وأمها مدرسة في المدرسة الابتدائية المحلية. اهتمت جونز بالعلوم منذ سن صغيرة، إذ طلبت العديد من كتب العلوم من بابا نويل عندما كانت طفلة. كان عنوان مشروعها في المعرض «البحث العلمي وتطوير لملاجئ أكياس الرمل المستخدمة في الطوارئ» كانت نيتها أن تفحص ثبات المواد المستخدمة في هذه الأكياس الرملية. أقامت جونز أبحاثها على أكياس الرمل التي صنعها نادر خليلي من معهد كال-إيرث.[ تشجعت جونز لهذا المشروع بسبب الكم المتزايد من الكوارث الطبيعية، إذ تدعي أنها ترغب في مساعدة البشرية ببحثها. مدح الحُكام «التطبيق العملي» لمشروع جونز.
فازت جونز بمعرض التكنولوجيا والعلماء الصغار في جمعية دوبلين الملكية، في دوبلين في 11 يناير عام 2008. جاء الإعلان عن فوزها في حفلة المساء في قاعة المعرض. كانت جائزتها عبارة عن شيك قيمته 5 آلاف يورو وجائزة كريستال واترفورد. قدمت الجائزة لجونز وزيرة التعليم والعلوم ماري هانافين. كما كان أخوها روبرت، الذي كان في السابعة من عمره، حاضرًا أيضًا. عادت جونز للمدرسة في يوم الاثنين التالي للمعرض، حيث أقيم لها احتفالًا خاصًا تقديرًا لانجازاتها. كرمتها مدينتها بعد شهرين بجعلها المشير الكبير في العرض العسكري في ترالي عام 2008 في يوم القديس باتريك.
مثلت جونز إيرلاندا في مسابقة الاتحاد الأوروبي للعلماء الصغار، في نسختها العشرين في كوبنهاغن بالدنمارك، في سبتمبر عام 2008. عادت جونز إلى معرض التكنولوجيا والعلماء الصغار في نسخته من عام 2009 ليقدمها على المنصة راي داركي وأويبهين ني شوليابهاين قبل ظهور رئيسة إيرلاندا ماري مكاليسي.
ترغب جونز في دراسة الكيمياء والرياضيات والفيزياء والعمل في العلوم.

## الانجازات الإضافية
في سبتمبر من عام 2009، أحرزت جونز 12 امتيازًا في شهادة التخرج الصغرى، وهي أعلى نتيجة في مقاطعة كيري، وكانت الأولى على الدولة بالمشاركة مع تسع طلاب آخرين. عادت جونز إلى معرض التكنولوجيا والعلماء الصغار الثالث على التوالي بعد خمس شهور، لتكون الثانية على المعرض في كتابة المقالات العلمية.
جونز خريجة أيضًا من مركز الشباب الماهر في إيرلاندا، الذي يقبل الطلاب بناءً على القدرة الأكاديمية، إذ لا يُقبل سوى 5% من أصحاب أعلى معدلات ذكاء في الدولة.
في عام 2011 أحرزت النتيجة القصوى؛ 600 نقطة في شهادة التخرج، وتدرس الآن درجة جامعية في العلوم الطبيعية الفيزيائية في جامعة كامبريدج.